# Catherine Lefèbvre

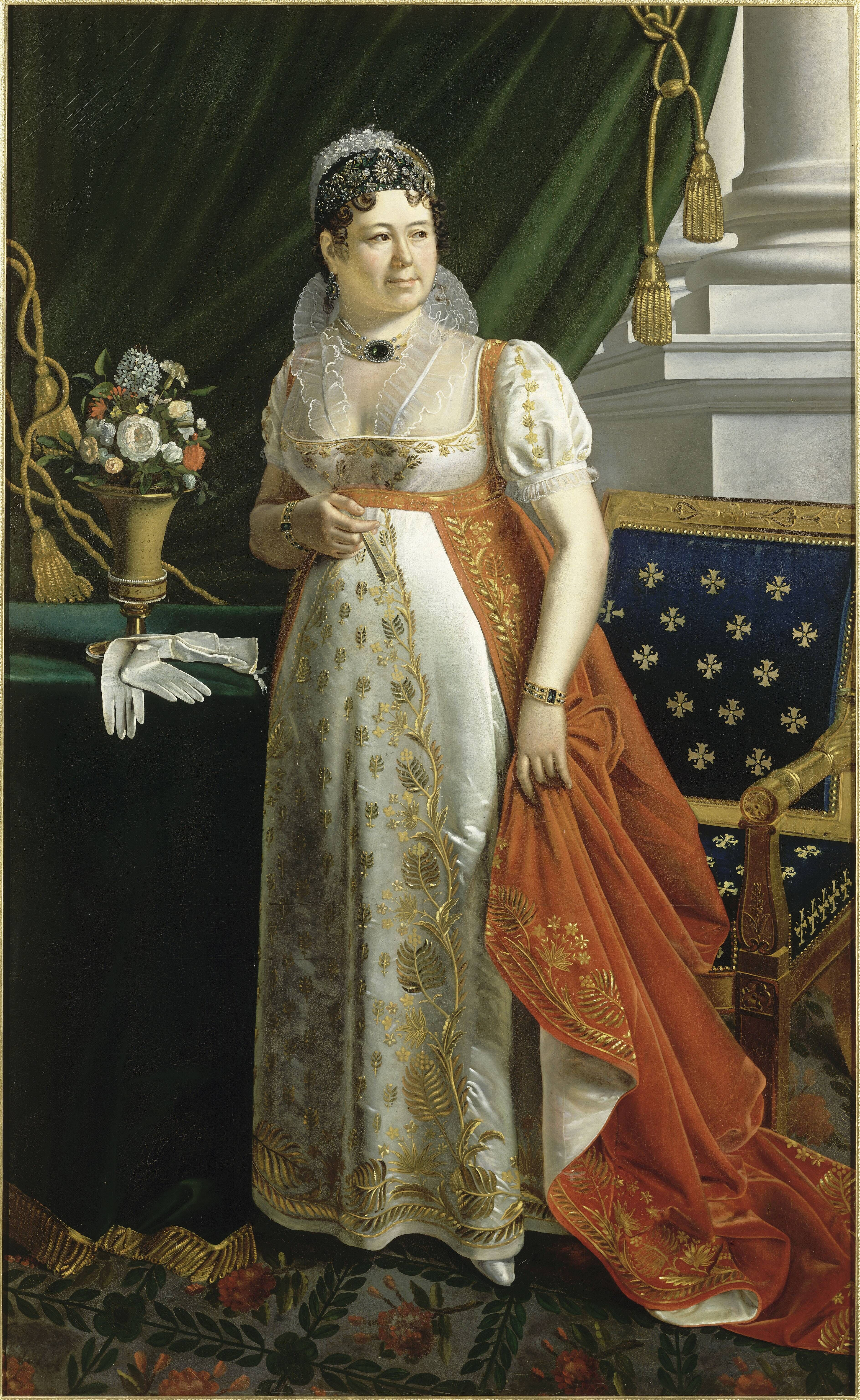
Catherine Lefebvre, Herzogin von Danzig, genannt Madame Sans-Gêne, um 1804

Catherine Lefèbvre (* 2. Februar 1753 in Goldbach-Altenbach, Département Haut-Rhin als Catherine Hübscher; † 29. Dezember 1835 in Paris) war eine aus dem Elsass stammende Wäscherin, die durch Heirat den gesellschaftlichen Aufstieg schaffte und durch ihren Mann den Titel „Herzogin von Danzig“ erhielt. Sie wurde als Madame Sans-Gêne (frz.= ohne Verlegenheit) durch das gleichnamige Bühnenstück von Victorien Sardou bekannt.

## Leben
Catherine Hübscher stammte aus einfachen Verhältnissen und verdiente ihren Lebensunterhalt als Wäscherin in Saint-Amarin und Oderen. Am 1. März 1783 heiratete sie François-Joseph Lefebvre (1755–1820), Sohn eines städtischen Polizeiwachtmeisters (sergent de ville) zu Rouffach im Elsass. Aus der gemeinsamen Ehe gingen vierzehn Kinder hervor, von denen nur ein Sohn das Erwachsenenalter erreichte, General Marie-Xavier-Joseph Lefebvre (1785–1812), der während des Rückzugs vom Russlandfeldzug in Wilna starb.
Ihr Ehemann unterstützte Napoléon Bonaparte beim Staatsstreich des 18. Brumaire VIII – dadurch stieg Madame Lefebvre als Frau des Napoleonischen Generals in der Pariser Gesellschaft auf. Im Jahre 1800 wurde der Erste Konsul der Französischen Republik und anschließend bis 1814 Kaiser der Franzosen auf Madame Lefebvre aufmerksam – ihr Charme und Witz bezauberten ihn. Vielleicht war ihm dabei auch wichtig, dass sie sich nicht für Politik interessierte und Hofintrigen mied. Doch sie misstraute Joséphine de Beauharnais und Caroline Bonaparte, mit denen sie eine jahrelange bittere Rivalität verband.
Madame Lefèbvre starb am 29. Dezember 1835 im Alter von 82 Jahren an einem Krebsleiden und wurde auf dem Pariser Friedhof Père-Lachaise bestattet. Sie war im französischen Volk sehr beliebt und populär – da sie nie ihre Herkunft vergessen hatte und sich auch um die soziale Not der Menschen engagierte.

## Filmografie
- 1911 Madame Sans-Gêne (Die ungezwungene Dame) – Regie: André Calmettes und Henri Desfontaines
- 1925 Madame Sans-Gêne – Regie: Léonce Perret
- 1941 Madame Sans-Gêne – Regie: Roger Richebé
- 1961 Madame Sans-Gêne – Regie: Christian-Jaque
- 2002 Madame Sans-Gêne – Regie: Philippe de Broca

## Oper
- Umberto Giordano, Madame Sans-Gêne (Uraufführung New York 1915, deutsche Erstaufführung Breslau 1930)